# Crostini

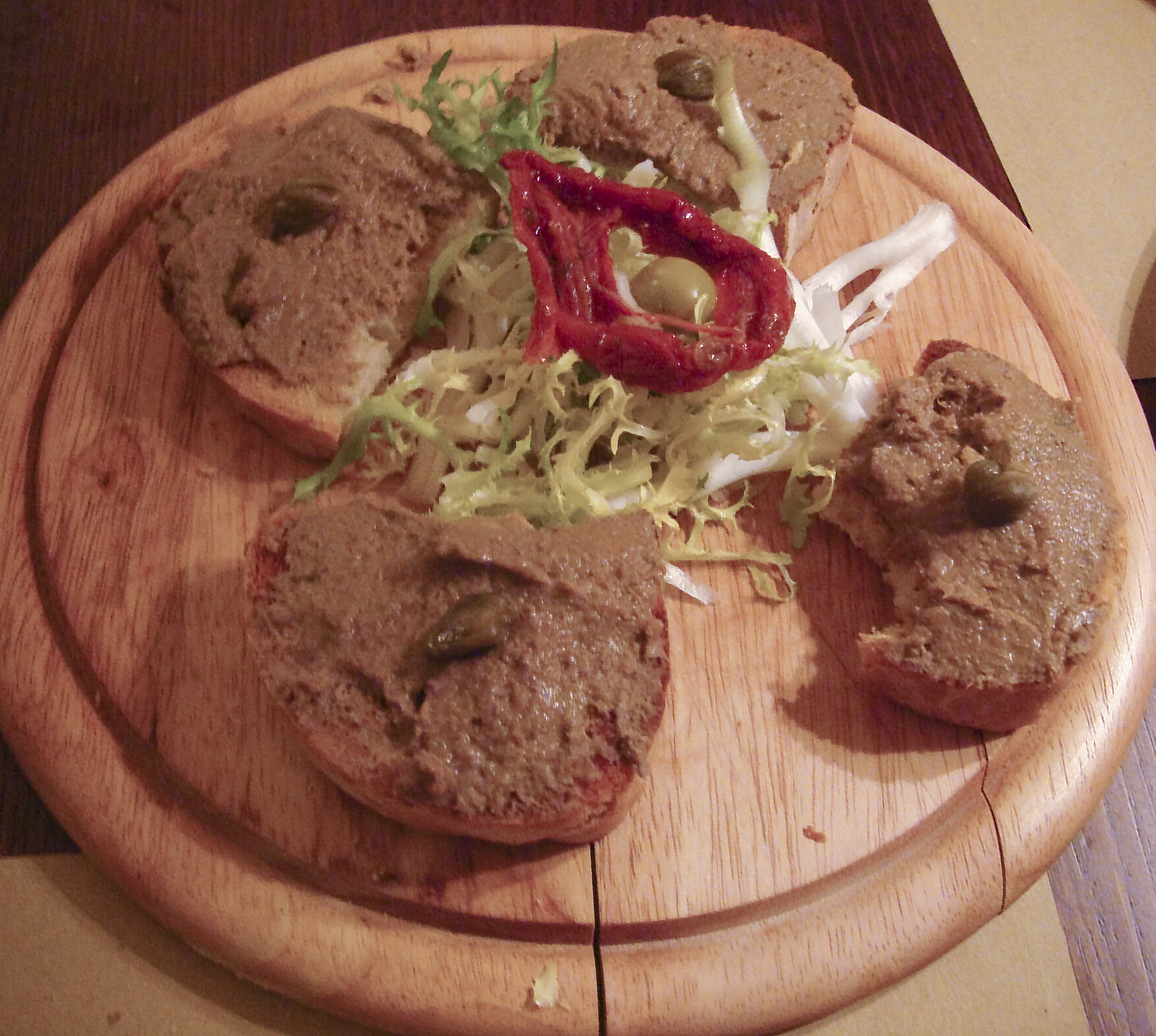
Crostini neri toscani

Een crostini is een dun sneetje brood dat bij voorkeur geroosterd wordt boven houtskool. Hierna wordt het brood bestreken met een mengsel van fijngewreven kruiden zoals salie, oregano of rozemarijn, met knoflook en olijfolie en met grof zeezout bestrooid.
De topping van een crostini is erg gevarieerd. Dit kan bijvoorbeeld een mousse zijn van kippenlevertjes met madeira, mozzarella met gedroogde tomaat, tapenade met ansjovis, etc. Kenmerkend voor deze toppings is een uitgesproken smaak. 

## Herkomst
Vertaald uit het Italiaans betekent het "dun toastje". 
Toscane is de regio waar dit "toastje" mee geassocieerd wordt. Dante Alighieri, een 13e-eeuwse dichter werd in 1302 verbannen uit Florence naar Ravenna. Hier merkte hij op dat het brood erg zout was. Klaarblijkelijk bakten ze toen al in Toscane brood zonder het dure zout. Dit zou ook de reden kunnen zijn dat de basis van een crostini oud brood is met olijfolie en zeezout. Door hier wat zout op te strooien werd deze restverwerking een lekkernij.

## Verschillen tussen bruschetta en crostini
- Crostini wordt van kleiner brood, bijvoorbeeld stokbrood gesneden. Voor bruschetta wordt groot landbrood gebruikt.
- De topping van crostini is fijn en uitgesproken, bij bruschetta is dit vaak salade, tomaat, kruiden of groenten.
- Crostini is als snack bedoeld, bruschetta dient vaak als lunch of "late night bite".
- Crostini worden vooraf aan beide zijden geroosterd en daarna ingesmeerd met kruiden en olie. De bruschetta wordt vooraf besprenkeld en gekruid en daarna gegrild.

Beide termen worden steeds meer door elkaar gebruikt. Mede door het ontbreken van goed bruschettabrood, worden er alternatieven gezocht die het midden houden tussen deze twee soorten toast. Ook het al of niet vooraf met olie en kruiden besmeren wordt naar eigen smaak toegepast.